# داتا إيست
داتا إيست (بالإنجليزية: Data East Corporation)‏ (باليابانية: 株式会社データイースト) ، هي شركة يابانية مختصة لإنتاج ألعاب الفيديو، أسس الشركة عام 1976م، وأعلنت إفلاسها عام 2003م.

## مصدر
1. ↑  "データイースト." Data East. December 8, 2002. Retrieved on October 20, 2009. نسخة محفوظة 24 مارس 2020 على موقع واي باك مشين.

## وصلات خارجية
- داتا إيست على موقع ميوزك برينز (الإنجليزية)
- Official website in Japanese and English (maintained by the Internet Archives Wayback Machine)
- G-Mode's Data East webpage (or alternate website)
- The Data East Pinball Archive (Oocities Mirror)
- Data East Corporation profile at موبي جيمز
- DEEP: The Data East Emustatus Project